# Ettore Messana
Ettore Messana (Racalmuto, 6 maggio 1884 – Roma, 21 ottobre 1962) è stato un agente di polizia e questore italiano.
Si distinse durante l’epoca fascista per aver gestito la questura di Lubiana. Una volta caduto il regime, ha ricoperto il ruolo di Ispettore di pubblica sicurezza in Sicilia con l’obiettivo di limitare il fenomeno del banditismo.

## Biografia

### I primi anni
Nato a Racalmuto (provincia di Agrigento) nel 1884, Messana entrò in polizia nel 1906. Qualche anno dopo, contribuì a reprimere le diserzioni di massa durante la Prima Guerra Mondiale nel sud Italia.
L’8 ottobre del 1919 a Riesi diede l’ordine — in veste di vicecommissario — di aprire il fuoco sulla folla che partecipava al comizio del sindacalista Alfredo Angelotti, nel contesto delle proteste del movimento contadino siciliano, causando quindici morti e una cinquantina di feriti. Questa fu una dimostrazione delle capacità di gestione dell’ordine pubblico da parte di Messana, che venne infatti trasferito poco dopo a Parma per sedare le insurrezioni socialiste. Il suo modo di agire lo portò a ottenere consensi dai membri dell’appena nato Partito Fascista.
Nel 1921 tornò quindi a Palermo, dove assunse la direzione dei servizi speciali di polizia contro la «delinquenza associata» e partecipò all'arresto del capomafia delle Madonie Nicolò Andaloro.

### Durante il fascismo

#### Anni Venti
Con l'avvento del fascismo Messana venne inviato a Milano, dove a partire dalla fine del 1923 assunse il ruolo di capo di gabinetto della questura e dal 1925 quello di dirigente del servizio d'ordine della Camera del lavoro. Di quest’ultima assegnò la gestione del sindacato a Luigi Razza, che dopo poco lo scioglierà.
Nel 1927 fu mandato a Bolzano, dove ottenne dal prefetto Giovanni Battista Marziali – che lo lodò e sostenne pubblicamente a più riprese – la nomina di direttore dell’ufficio politico della prefettura. Con le elezioni politiche del 1929 gli fu «affidato tutto il lavoro di organizzazione e di studio dei vari ambienti [...] come l'abolizione della bilingui; la sorveglianza, i contatti, i provvedimenti diversi che si adottano nei confronti del clero».

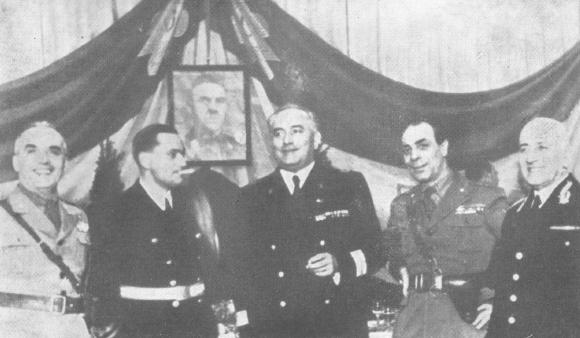
Da sinistra: il generale Mario Robotti; Il console dell'NDH Dr. Ivanić, Emilio Grazioli, il generale Lubrano e il capo della polizia italiana Ettore Messana tra il 1941-1943 al consolato NDH di Lubiana

#### Seconda guerra mondiale
Il regime invase la Jugoslavia nell’aprile del 1941, annettendo la Slovenia meridionale sotto il nome di Provincia di Lubiana. In seguito a ciò, in tutto il territorio si diffusero dei nuclei di resistenza e liberazione di matrice comunista (Osvobodilna fronta, Of). L’ispettore Ciro Verdiani, inviato a gestire la situazione, propose l’istituzione di una questura. Il progetto ottenne il consenso di Mussolini e l’ufficio fu affidato, nei primi di giugno, a Messana, ottenendo i favori di Emilio Grazioli, Alto commissario della Provincia, che voleva mantenere il controllo della gestione dell’ordine pubblico.

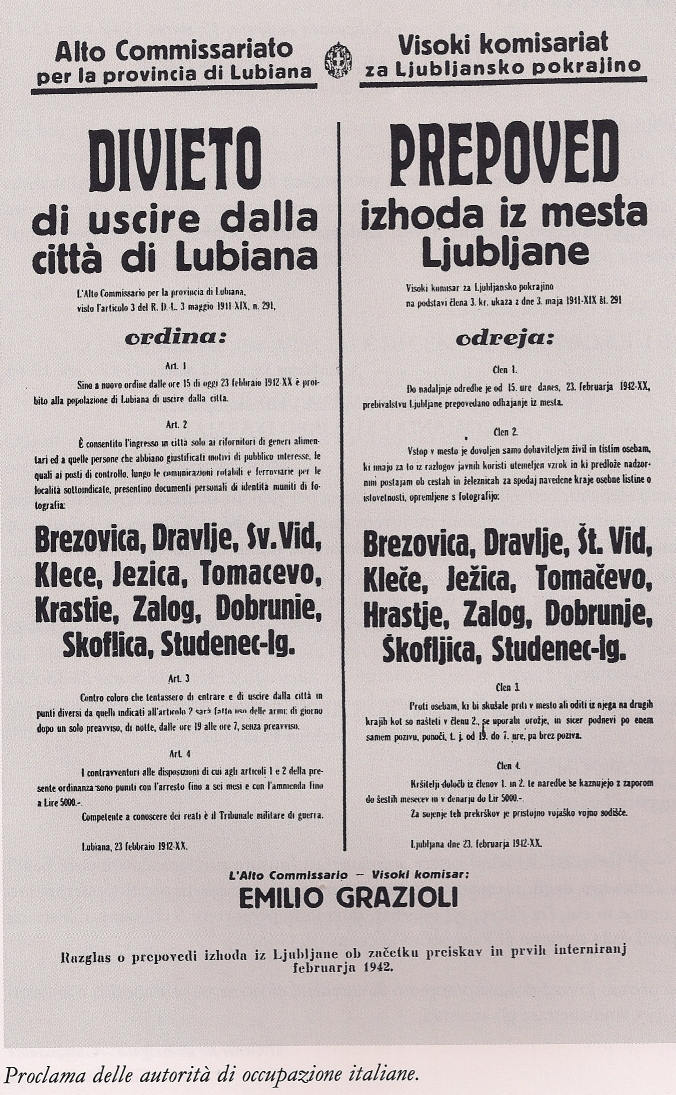
Avviso dell'Alto Commissariato del divieto di uscire dalla città del 1942

Gli attriti che si erano creati fin da subito tra autorità pubblica e militare si inasprirono nel 1942, quando, a seguito di un incremento dei fermenti dell’Of, Mussolini affidò la gestione dell’ordine pubblico all’esercito, e in particolare a Mario Roatta. Tra gennaio e febbraio fu costruita la “cintura di Lubiana”: un vero e proprio recinto che chiudeva l’intero perimetro della città, presidiato da una sessantina di posti di blocco armati. Il primo rastrellamento da parte di polizia, esercito e carabinieri avvenne non appena terminato il lavoro di edificazione: furono catturati circa 18 mila uomini, di cui 878 deportati in campi di internamento. I dissidi tra le parti si inasprirono con questo evento, e l’uccisione da parte di un nucleo dell’Of dell’ex presidente degli industriali di Lubiana portò alla definitiva rottura dei rapporti. Questo omicidio venne quindi strumentalizzato dai comandanti militari, che ottennero il 28 maggio l’allontanamento di Messana. Mussolini, tuttavia, gli confermò la fiducia e lo trasferì in una città strategica come Trieste, dove rimase dal 1° giugno 1942 al 14 giugno 1943, quando fu sostituito da Giuseppe Gueli.

### Dall'armistizio in poi
Dopo l’armistizio Messana si rese volontariamente irreperibile, pertanto vennero dichiarate d’ufficio le sue dimissioni. Si rifugiò a Roma, dove rimase nascosto fino al 1º giugno 1944, quando il Ministero dell’interno lo trasferì ufficialmente nella capitale.
Dopo essere scampato alle accuse di crimini di guerra per quanto fatto in Jugoslavia, il Presidente del consiglio e Ministro dell’interno Ivanoe Bonomi emanò un decreto nell’ottobre del 1945 che lo pose a capo dell’Ispettorato di pubblica sicurezza in Sicilia. Gli scopi di tale nomina erano quelli di contrastare il fenomeno del banditismo sull’isola e di sanare gli squilibri sociali della regione: da un lato c’era un blocco filomonarchico e separatista, dall’altro un blocco favorevole alle istituzioni repubblicane.
Messana non arrivava impreparato all’incarico: già nel 1944 aveva svolto un’inchiesta sull’ordine pubblico in Sicilia e aveva collaborato alla riorganizzazione dell’Ispettorato stesso. Le sue conoscenze, perfezionate durante il periodo jugoslavo, gli permisero di procedere con efficacia sin dal primo anno d’attività, ottenendo buoni riscontri dalle statistiche inviate al Ministero dell’Interno.
Messana conduceva le indagini tramite una rete d’informatori, spesso rappresentati da importanti membri delle cosche mafiose, e non disdegnava l’utilizzo della violenza. Contemporaneamente, interruppe l’azione repressiva sul territorio tra gennaio e aprile 1947: ciò causò numerosi attentati contro dirigenti sindacali. L’omicidio di Accursio Miraglia, segretario della Camera del lavoro di Sciacca, è un caso emblematico in tal senso: i mandanti vennero individuati in tre latifondisti locali e Messana mise in atto delle ingerenze sulla questura di Agrigento indirizzando volutamente l’inchiesta nella direzione sbagliata e condizionando le indagini, che terminarono con il proscioglimento degli indagati.
A seguito della Strage di Portella della Ginestra Messana fu rimosso dall'incarico, anche a causa delle forti proteste condotte dall'opposizione circa il suo ruolo. Il 26 giugno 1947 il capo della polizia, con provvedimento del Ministro dell'Interno, con una comunicazione scritta lo sollevò dall'incarico. Rimase quindi a Palermo in attesa di ricollocazione. Il Ministro Mario Scelba non lo rimosse per degradarlo, ma per una questione di incompatibilità ambientale: infatti venne assegnato alla lotta al banditismo in Sardegna, e in seguito alla questura di Napoli. Questa ricollocazione non fu molto gradita neanche all'interno dello stesso corpo di polizia.
Il 15 gennaio del 1948, pochi mesi dopo il suo ritorno a Roma, fu insignito della medaglia di bronzo al valore militare per i risultati ottenuti nella lotta al banditismo. Il Consiglio dei Ministri il 21 febbraio 1948 promosse Messana come ispettore generale capo. Gli ultimi eventi rilevanti della sua carriera furono quelli dell'inchiesta sul carteggio di Mussolini e la scomparsa del sindaco di Battipaglia Lorenzo Rago. La sua carriera finì il 7 settembre 1953, all'età di 69 anni, su richiesta del Ministero dell'Interno.

## Controversie
La vita di Messana è stata accompagnata da diverse controversie: a partire dai metodi, definiti già dai contemporanei come violenti ed eccessivamente provocatori, passando per l'accusa di crimini di guerra ricevuta per l'operato in Jugoslavia, fino allo stretto rapporto con il regime fascista e soprattutto con la mafia a partire dal Secondo dopoguerra.

### Metodi
L'inchiesta sui fatti di Riesi – contenuta nel Rapporto di Trani del 17 ottobre 1919 – descrive le responsabilità di Messana nell'evento: arrestò preventivamente e arbitrariamente i contadini coinvolti nella protesta, nei confronti dei quali portò avanti atteggiamenti provocatori. Lo stesso avvenne durante tutto il periodo a Parma, dove il suo operato fu descritto dal Prefetto di Ravenna come «spesso senza ordini precisi e d'iniziativa, [esplicando] un'azione vigorosa contro i sovversivi».

La brutalità dei metodi è inoltre testimoniata dalla richiesta di rimozione dalla reggenza della Questura di Napoli da parte dei funzionari di pubblica sicurezza:
[...] urgentissimo provvedere sostituzione Ispettore Messana. Tutti i funzionari sono esasperati per il modo di procedere di costui. Il capo della seconda divisione comm. Avallone si era dato dimissionario perché troppo perseguitato per evitare uno scandalo poiché tutti i funzionari da un momento all'altro potranno lasciare gli uffici perché non possono più sopportare simili ingiustizie.

### Rapporti con il fascismo
Lo stretto rapporto di Messana con il partito fascista venne evidenziato da Giovanni Battista Marziali, prefetto di Bolzano tra il 1928 e il 1933, in una relazione per il Ministero dell'interno:
«attaccato al Regime ed alle organizzazioni da esso create, gode la più alta simpatia del locale Fascio, mentre numerosi sono gli attestati ed i ringraziamenti che gli pervengono da Gerarchi di organizzazioni giovanili e del Dopolavoro per l'opera da lui svolta in favore di esse ed in contingenze diverse».

### Accuse di crimini di guerra
Le responsabilità di Messana nelle torture e nelle stragi contro i membri dell'Of sono riportate da diverse fonti, ed emergono con grande chiarezza da una relazione che lo indica come «uno dei maggiori carnefici». Le sue azioni sono inquadrabili come funzionali al processo di snazionalizzazione del confine orientale. Infatti, la Jugoslavia e gli alleati accusarono Messana di crimini di guerra appena finito il conflitto, causandone l'inserimento nelle liste dei criminali di guerra delle Nazioni Unite. Questi i capi d'accusa che vennero imputati al questore dalla commissione delle Nazioni Unite, sulla base del rapporto inviato il 14 luglio 1945 dalla Commissione statale jugoslava: 
«assassinio e massacri; uso sistematico del terrorismo; tortura di civili; violenza carnale; deportazione di civili; internamento di civili in condizioni inumane; tentativo di denazionalizzare gli abitanti del territorio occupato; violazione degli articoli 4-5-13-45-46 della convenzione dell'Aja del 1907».
La Commissione di primo grado per l'epurazione del personale della pubblica sicurezza definì però l'accusa di faziosità fascista «insussistente» e dichiarò Messana «esente da ogni sanzione», reintegrandolo così all'interno degli organi statali. La sentenza è pienamente comprensibile se posta nel contesto politico italiano postbellico, caratterizzato da una forte crisi e da una contingente influenza dell'intelligence alleata sul governo Bonomi, che agiva allo scopo di limitare l'avanzata della sinistra.

### Rapporti con mafia e banditismo
L'intero operato di Messana come Ispettore in Sicilia è stato caratterizzato da una costante attività filo-monarchica: infatti, portò avanti contatti e negoziati con importanti esponenti mafiosi delle fasce separatiste e reazionarie, al punto che tutte le scelte intraprese vanno lette in relazione a questo legame, che esisteva già nel 1919.
L'operato di Messana venne criticato aspramente a più riprese, con due casi esemplari. Il 7 agosto 1946 la direzione generale di pubblica sicurezza ne chiese il licenziamento. L'anno successivo, il parlamentare Girolamo Li Causi presentò un'interrogazione per ottenerne la rimozione dall'incarico. Entrambe le richieste vennero però rifiutate da Scelba.
La visione portata avanti da Li Causi stesso prova a spiegare il progetto dietro l'operato di Messana:  indebolire la sinistra, che stava ottenendo consensi sempre più vasti, attraverso la strumentalizzazione delle bande. Una volta tramontata l'ipotesi separatista, l'obiettivo era quello di consolidare un nuovo equilibrio guidato dalla Democrazia Cristiana. Questa teoria spiega sia gli omicidi dei sindacalisti sia la tendenza alla minimizzazione portata avanti dagli esponenti democristiani, che negavano il coinvolgimento di parti politiche in questi attacchi. Li Causi, così come l'opposizione, considerava Messana così colluso che lo definì – in un intervento del luglio del 1947 all'Assemblea – «il dirigente del banditismo politico». I tentativi di Messana di confondere le acque sono esemplificabili nel suo invio di un fonogramma a Scelba, in cui dichiarava che il mandante della Strage di Portella era Salvatore Giuliano, e che l'azione si inquadrava in un'operazione contro la sinistra guidata dai banditi, senza alcuna partecipazione di fazioni politiche.
Con la Strage di Portella della Ginestra, emersero i suoi legami con il banditismo, in particolare con il bandito Salvatore Ferreri, suo infiltrato nella banda di Giuliano. In sede processuale Messana tentò di negare i suoi rapporti con lui, a dispetto di quanto riportato nei riscontri sia documentari che testimoniali.